# Арль-Авиньон
«Арль-Авиньо́н» (фр. Athlétic Club Arles-Avignon) — французский футбольный клуб из города Авиньон. В настоящий момент потерял профессиональный статус и выступает в седьмом дивизионе. Клуб был основан в 1913 году, гостей принимает на арене «Парк де Спор», вмещающем 17 518 зрителей.
14 мая 2010 года клуб впервые вышел во французскую Лигу 1, но по итогам сезона 2010/11 занял последнее место в турнире, одержав лишь три победы (из них две в последних трёх турах) в 38 играх, и выбыл во второй дивизион.
По итогам сезона 2014/15 занял последнее место в Лиге 2 и отправился в третий дивизион, после чего из-за финансовых проблем лишился профессионального статуса и был переведён сначала в Любительский чемпионат Франции по футболу, а потом — в одну из региональных лиг.

## Достижения
- Кубок Франции по футболу:
  - Четвертьфинал (3): 1970, 1973, 2008.